# Acord (música)

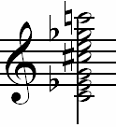
Notació d'un acord.

Un acord musical és la combinació de tres o més notes que sonen alhora. Només un instrument polifònic, com ara un instrument de teclat, una guitarra o una arpa, pot fer sonar un acord.
En la música occidental, i des del moment en què es comença a forjar la tonalitat com a sistema que organitza les relacions jeràrquiques entre les notes, i l'harmonia com a sistema musical que organitza la simultaneïtat de sons, els acords principals s'organitzaren superposant, sobre una nota fonamental, dues notes disposades en intervals de tercera. D'aquesta manera, els intervals bàsics i principals són els acords tríades. La superposició d'una altra tercera dona lloc als acords de sèptima (o acords quatríades) que són sempre dissonants.
Els acords es denominen usant el nom de la nota més greu (disposant les notes per terceres) i tenint en compte el tipus de terceres que s'utilitzen en la seva configuració.
Les notes que configuren l'acord es poden ordenar de maneres diverses, sempre de greu a agut, ja sigui perquè interessa que la nota més greu no sigui la nota fonamental o que dona nom a l'acord, ja sigui perquè interessa que la més aguda sigui una de concreta, perquè interessa que hi hagi una determinada distància o amplitud, entre les diferents notes, per necessitats de la conducció de les veus, o per altres raons relatives a l'harmonia o bé al contrapunt. Segons quina sigui la nota més greu l'acord es troba en un estat diferent, mentre que la nota més aguda afecta a la disposició.